# FS 680
Die Dampflokomotiven der FS-Gattung 680 der Ferrovie dello Stato Italiane (FS) waren Schlepptenderlokomotiven für leichte Schnellzüge mit einem Nassdampf-Vierzylinder-Verbundtriebwerk. Die verwendete Achsfolge 1’C1’ wird als Prairie bezeichnet. Gebaut wurden 149 Lokomotiven und zwei ansonsten baugleiche Vierzylinder-Heißdampflokomotiven mit ebenfalls zweistufiger Dampfdehnung.

## Geschichte
Der Realisierung der Baureihe ging ein Projekt einer Schnellzuglokomotive der Achsfolge 1’C1’ aus der Zeit vor der Gründung der FS im Jahre 1905 voraus. Sie war auf dem Weg zur Erneuerung und Vereinheitlichung des Fahrzeugparks die erste Konstruktion des Studienbüros der FS in Florenz. In den Jahren 1907 bis 1909 lieferte Breda 89 Einheiten, Ansaldo 40 und Schwartzkopff 20 Lokomotiven. Bei der Indienststellung wurden sie
```
als FS 6801 bis 6949 fortlaufend nummeriert. Ab der Nummer 6900 erhielten sie um 1910 fünfstellige Betriebsnummern von 68100 bis 68149. Im Jahre 1918 erhielten sie die bis zur Ausmusterung gültigen FS-Betriebsnummern 680.001 bis 149 – sofern sie nicht später umgebaut wurden.
```

Nachdem sich in vielen Ländern Heißdampflokomotiven bewährt hatten, baute Breda in den Jahren 1909 und 1911 je eine Heißdampfvariante dieser Baureihe, erstere noch als 6950 bestellt, welche die Nummern 68150 und 68151 erhielten und 1918 zu den 680.150 und 151 wurden.

## Konstruktion
Die Lokomotiven hatten ein Vierzylinder-Verbundtriebwerk. Zwei Hochdruck- und zwei Niederdruckzylinder waren in Plancher-Anordnung jeweils auf der rechten und linken Seite des Rahmens angebracht und jeweils über einen gemeinsamen Kolbenschieber gesteuert. Diese Konstruktion war einfach, aber bei höheren Geschwindigkeiten unvorteilhaft. Sie kam bei der FS nur noch bei den älteren Schnellzuglokomotiven der Baureihe 670 und den Güterzuglokomotiven der Reihe 470 zur Anwendung. Der Kessel war von ähnlicher Bauart wie derjenige der Reihe 470, erzeugte bei 16 bar Druck eine stündliche Dampfleistung von 10 700 kg und entwickelte eine Leistung von 1100 PS. Die zwei abschließend mit einem Schmidt-Überhitzer gebauten Heißdampflokomotiven ermöglichten eine Leistungssteigerung auf 1150 PS.
Das führende Lenkgestell – bestehend aus dem Lauf- und dem ersten Kuppelradsatz – entspricht der italienischen Bauart Zara, einer Variante des deutschen Krauss-Helmholtz-Lenkgestells. Der Laufradsatz war 60 mm, der ersteKuppelradsatz 20 mm seitenverschiebbar. Die Maschinen hatten eine Druckluftbremseinrichtung und Dampfheizungsanschlüsse. Die Tender waren zusätzlich mit einer Handbremse als Feststellbremse ausgerüstet. Den ursprünglichen dreiachsigen Tender fehlte bei höheren Geschwindigkeiten die Laufsicherheit. Sie wurden später gegen vierachsige Drehgestelltender, unter anderem von Maschinen der Reihe 625, getauscht.

## Umbauten
Auch wenn die zwei versuchsweise mit Überhitzer gelieferten Nachzügler der Baureihe die theoretischen Leistungssteigerungen aufgrund mangelnder Dampfleistung nicht erreichten, bahnten sie den Weg für umfangreiche Umbauprogramme. Zehn Jahre nach der Indienststellung und Erfahrungen mit den zwei als Heißdampflokomotiven gelieferten Maschinen begann ein Umbauprogramm zur Leistungssteigerung, das nach Dekaden mit dem Umbau fast der gesamten Baureihe endete.
Zunächst wurden 36 Lokomotiven von 1918 bis 1924 mit einem Überhitzer ausgerüstet und behielten ihr Verbund-Triebwerk. Anschließend folgten weitere 7 Einheiten mit einem zusätzlich von 360 mm auf 400 mm vergrößerten Durchmesser der Hochdruckzylinder. Die so umgebauten 1’C1’ h4v-Lokomotiven sollten zunächst als Baureihe 680.2 beziehungsweise 680.4 mit fortlaufenden Nummern bezeichnet werden, ein Jahr später wurden sie
jedoch zu den FS-Baureihen 681 und 682 unter Beibehaltung ihrer ursprünglichen Ordnungsnummer (siehe Tabelle). Durch den Umbau konnte die Dauerleistung auf 1270 PS bei 75 km/h gesteigert werden. 
Die Lokomotiven der Reihe 682 wurden beim Depot Ancona im Betriebsdienst umfangreichen Vergleichen mit der Reihe 685 unterzogen. Bei nahezu identischer Leistung zeichnete sich letztere durch sparsameren Verbrauch und bessere Laufruhe aus. Aus diesen Grunde erfolgten keine weitere Umbauten in die Baureihen 681 oder 682 mehr. Ab 1926 wurden Lokomotiven aller drei Baureihen 680, 681 und 682 nach dem Vorbild der Reihe 685 umgebaut.
Zwischen 1926 und 1934 wurde später fast die gesamte Baureihe – insgesamt 120 Lokomotiven – zu Heißdampflokomotiven umgebaut und in Unterbaureihen der Reihe 685 eingegliedert. Vier Exemplare der Baureihe 680, zwölf der Baureihe 681 und fast alle der Baureihe 682 wurden nicht in diesen Umbau einbezogen.
| Umbau und Umzeichnung in Reihe 681 unter Beibehaltung der Ordnungsnummer | Umbau und Umzeichnung in Reihe 681 unter Beibehaltung der Ordnungsnummer | Umbau und Umzeichnung in Reihe 681 unter Beibehaltung der Ordnungsnummer | Umbau und Umzeichnung in Reihe 681 unter Beibehaltung der Ordnungsnummer | Umbau und Umzeichnung in Reihe 681 unter Beibehaltung der Ordnungsnummer | Umbau und Umzeichnung in Reihe 681 unter Beibehaltung der Ordnungsnummer | Umbau und Umzeichnung in Reihe 681 unter Beibehaltung der Ordnungsnummer | Umbau und Umzeichnung in Reihe 681 unter Beibehaltung der Ordnungsnummer | Umbau und Umzeichnung in Reihe 681 unter Beibehaltung der Ordnungsnummer | Umbau und Umzeichnung in Reihe 681 unter Beibehaltung der Ordnungsnummer | Umbau und Umzeichnung in Reihe 681 unter Beibehaltung der Ordnungsnummer | Umbau und Umzeichnung in Reihe 681 unter Beibehaltung der Ordnungsnummer | Umbau und Umzeichnung in Reihe 681 unter Beibehaltung der Ordnungsnummer | Umbau und Umzeichnung in Reihe 681 unter Beibehaltung der Ordnungsnummer | Umbau und Umzeichnung in Reihe 681 unter Beibehaltung der Ordnungsnummer |
| ------------------------------------------------------------------------ | ------------------------------------------------------------------------ | ------------------------------------------------------------------------ | ------------------------------------------------------------------------ | ------------------------------------------------------------------------ | ------------------------------------------------------------------------ | ------------------------------------------------------------------------ | ------------------------------------------------------------------------ | ------------------------------------------------------------------------ | ------------------------------------------------------------------------ | ------------------------------------------------------------------------ | ------------------------------------------------------------------------ | ------------------------------------------------------------------------ | ------------------------------------------------------------------------ | ------------------------------------------------------------------------ |
| 681.002                                                                  | 004                                                                      | 005                                                                      | 006                                                                      | 007                                                                      | 014                                                                      | 016                                                                      | 018                                                                      | 020                                                                      | 021                                                                      | 023                                                                      | 027                                                                      | 030                                                                      | 032                                                                      | 033                                                                      |
|                                                                          | 036                                                                      | 039                                                                      | 051                                                                      | 054                                                                      | 059                                                                      | 065                                                                      | 066                                                                      | 073                                                                      | 082                                                                      | 084                                                                      | 087                                                                      | 117                                                                      | 121                                                                      | 128                                                                      |
|                                                                          | 132                                                                      | 133                                                                      | 134                                                                      | 135                                                                      | 137                                                                      | 140                                                                      | 144                                                                      |                                                                          |                                                                          |                                                                          |                                                                          |                                                                          |                                                                          |                                                                          |
| Umbau und Umzeichnung in Reihe 682 unter Beibehaltung der Ordnungsnummer |                                                                          |                                                                          |                                                                          |                                                                          |                                                                          |                                                                          |                                                                          |                                                                          |                                                                          |                                                                          |                                                                          |                                                                          |                                                                          |                                                                          |
| FS 682.010                                                               | 011                                                                      | 013                                                                      | 019                                                                      | 035                                                                      | 045                                                                      | 113                                                                      |                                                                          |                                                                          |                                                                          |                                                                          |                                                                          |                                                                          |                                                                          |                                                                          |

## Betrieb
Die Lokomotiven bewährten sich durchaus und ersetzten schnell die Baureihe 670 auf Magistralen von Rom nach Neapel und Florenz. Sie mussten aber ihrerseits wenige Jahre nach der Inbetriebnahme den inzwischen bis zur Serienreife entwickelten Heißdampflokomotiven weichen. Vor dem Zweiten Weltkrieg waren viele nur noch in untergeordneten Diensten eingesetzt oder abgestellt, wurden dann aber nochmals reaktiviert. Bis 1955 waren alle Lokomotiven der Baureihe ausgemustert.

## Verbleib
Die einzige erhaltene originale 680 ist die 680.037, die – nach längerer Zeit als Ausstellungsstück in Meran – im Museum in Pietrarsa ohne Tender ausgestellt ist. Außerdem erhalten geblieben ist die aus der 680.100 umgebaute S 685.600 im Museum für Wissenschaft und Technik „Leonardo Da Vinci“ in Mailand.